# Sandwich (gerecht)

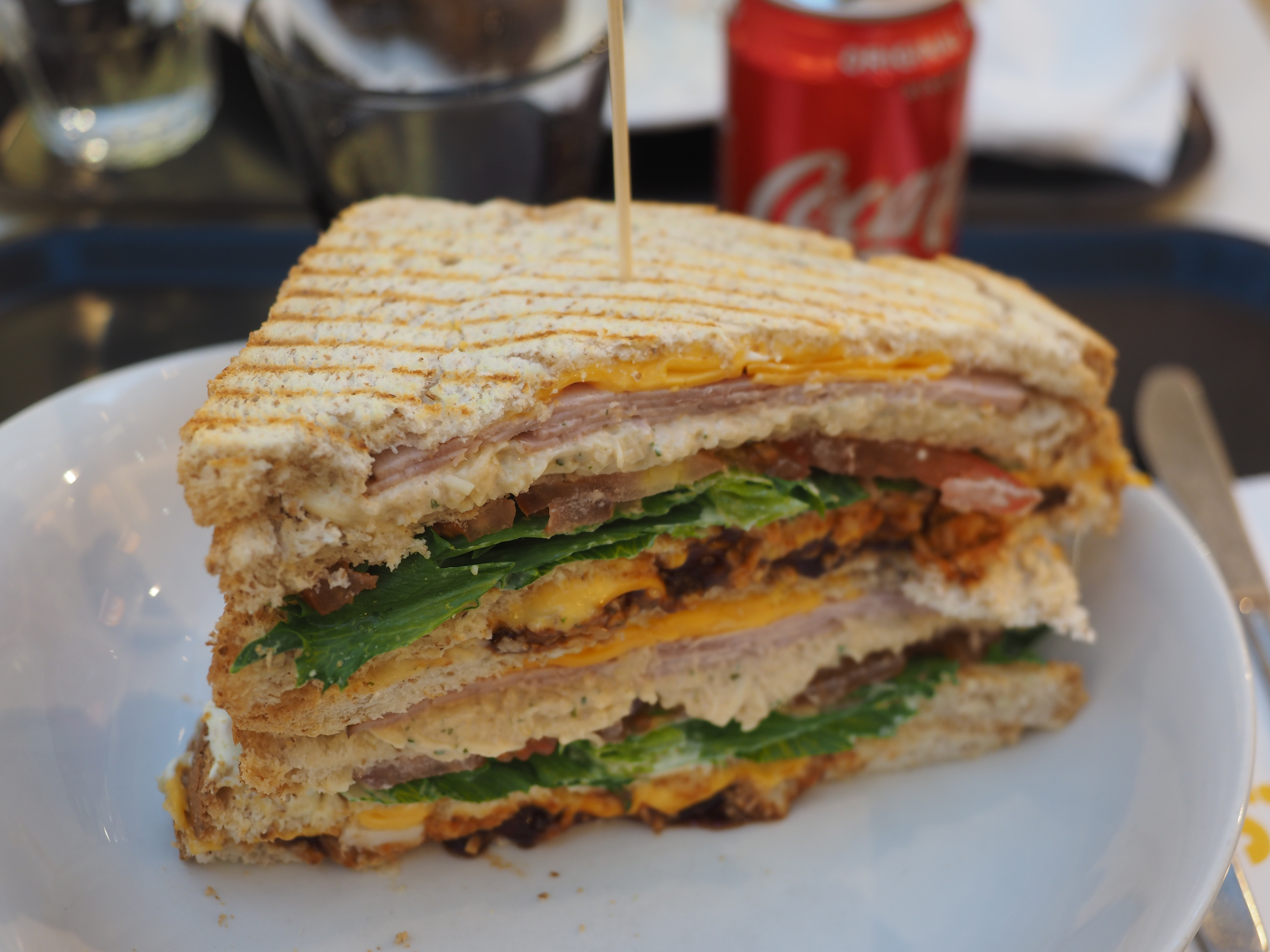
Clubsandwich

De sandwich is een broodgerecht bestaande uit één of meer verschillende soorten beleg tussen twee sneetjes brood (boterhammen). Het belegde brood wordt vaak schuin doorgesneden geserveerd. Daarbij wordt meestal gebruik gemaakt van zacht vierkant (al dan niet geroosterd) brood, zoals casinobrood. Qua beleg zijn vele variaties mogelijk, waarvan de clubsandwich en de BLT-sandwich bekende voorbeelden zijn.

## Geschiedenis
De sandwich zou zijn vernoemd naar het Engelse stadje Sandwich. Volgens verschillende verhalen zou de naamgeving te maken hebben met het eetgedrag van John Montagu, de vierde graaf van Sandwich. Zo wordt beweerd dat deze graaf een hartstochtelijk kaartspeler was en zo in zijn spel opging dat zijn kok zich zorgen maakte om zijn gezondheid. Deze kok bedacht de sandwich: dunne rijkelijk belegde boterhammetjes, die op het tafeltje naast de speeltafel werden neergezet. Zo kon de graaf gewoon doorgaan met zijn spel terwijl hij zijn voedsel binnenkreeg.

## Omschrijving en gebruik
De sandwich is een vinding uit de Engelse keuken. Het is een brood-eet-variant, die bestaat 2 sneden vaak diagonaal doorgesneden brood met één of meer lagen beleg, zoals plakjes vlees (rosbief, ham), kaas, sla en saus.
In de meeste landen bestaat een sandwich normaliter uit twee boterhammen met beleg. In Scandinavië en het aangrenzende noorden van Duitsland heeft een sandwich echter slechts één plakje brood met beleg. Sandwiches hoeven niet altijd uit boterhammen te bestaan. Een sandwich met tortilla, rollen, broodjes en focaccia wordt ook gewoon sandwich genoemd. De sandwich is vaak diagonaal gesneden, nadat het belegd is. Ook de hamburger is een variant op de sandwich.
Sommige soorten sandwich zijn zodanig dik belegd dat ze niet meer in de hand te houden te zijn. Hierbij verlaat men het oorspronkelijke doel van een sandwich. De moderne sandwich moet vaak gegeten worden met behulp van bestek of twee handen en een wijdgeopende mond. In sommige landen wordt men zelfs geacht een sandwich met bestek te eten wil men fatsoenlijk overkomen. Ook dit wijkt af van het oorspronkelijke sandwichidee.
De sandwich is veel gebruikt voedsel bij de picknick of als proviand voor een reis of als belegde boterham voor school en werk.

## Clubsandwich

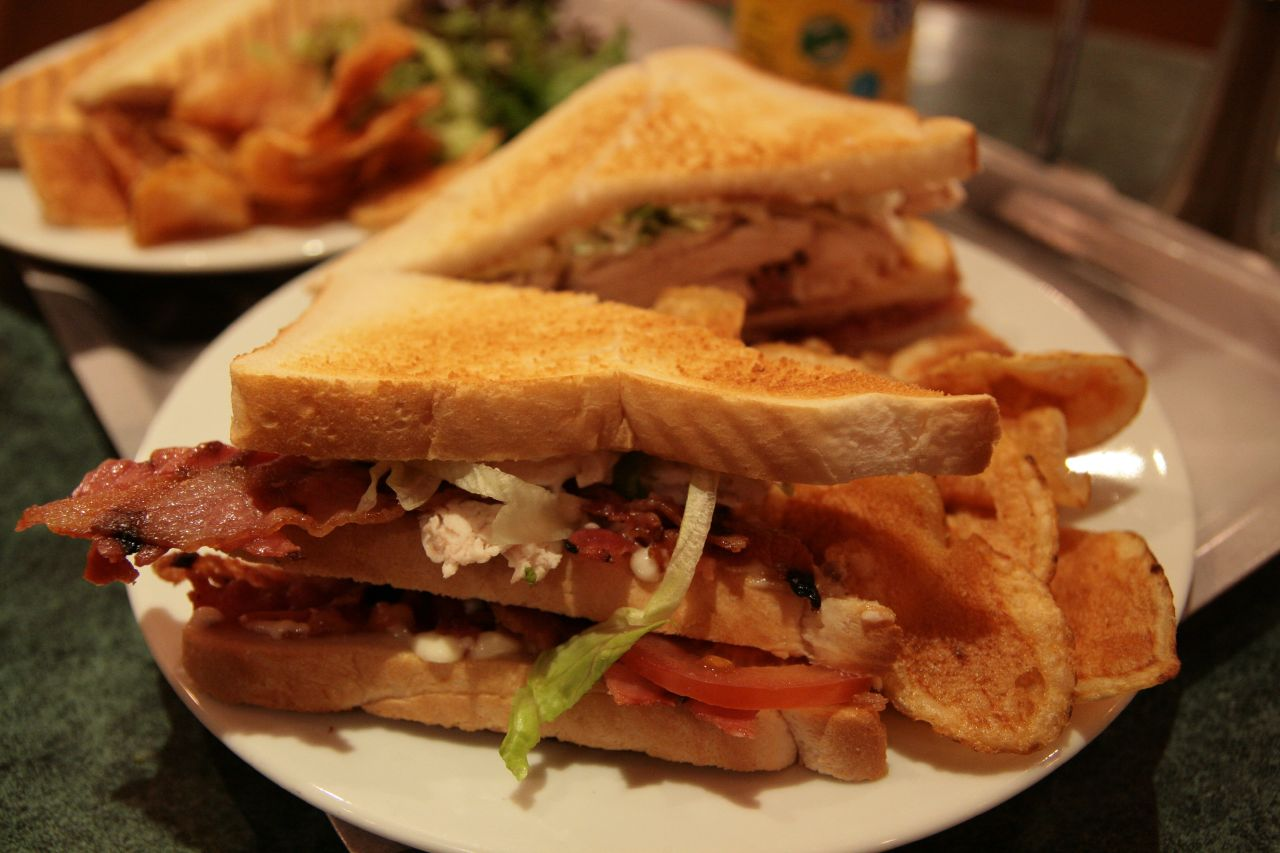
Een clubsandwich

De ‘clubsandwich’ is de grotere versie van het bescheiden dubbele sneetje met beleg. Het is een stapeling van drie licht geroosterde witte boterhammen (bij voorkeur van het vierkante 'casino'-formaat). De sandwich is opgebouwd uit de onderste beboterde geroosterde boterham, belegd met een blaadje sla met daarop wat licht gerookte kipfilet en wat mayonaise, daarop de tweede beboterde boterham met knapperig gebakken bacon-slierten in een julienne van kropsla en tomaat, dan de derde beboterde boterham met daarop een in twee helften gesneden hardgekookt ei op een julienne van kropsla, tomaat en komkommer, rijkelijk overgoten met mayonaise, met eventueel nog een plakje ham daaroverheen en daarop de laatste boterham. Daarna wordt de sandwich diagonaal verticaal doorgesneden. De boterham-parten worden meestal doorstoken met prikkers, om het geheel bij het serveren niet te laten omvallen.

## Verspreiding
Ook India kent de sandwich. De sandwich in India is meestal vegetarisch. Alleen voor de toeristen en buitenlanders wordt een sandwich weleens met vlees belegd. De meest gangbare sandwich is de ‘groentesandwich’.
In het Verenigd Koninkrijk, vooral in het noorden van Engeland, staat de sandwich informeel bekend als ‘butties’, verwijzend naar butter (boter). Dit geldt in het bijzonder wanneer de sandwich wordt belegd met gekookte eieren en boter. Andere vormen van de ‘buttie’ gebruiken andere ingediënten en sauzen. Een sandwich die belegd is met aardappel staat bekend als een ‘chip buttie’, aardappel-boter. In Schotland wordt sandwich ‘pieces’ genoemd. Het Australische slang, platte taal, voor sandwich is ‘sanger’.
Bij een echte 'afternoon tea', een soort namiddag-maaltijd met thee (een typisch Brits fenomeen), mogen naast de scones de cucumber-sandwiches niet ontbreken.
In het Verenigd Koninkrijk kent men een ‘British Sandwich Week’. Deze activiteit wordt georganiseerd door de Britse Sandwich Association, die de Britse sandwichindustrie vertegenwoordigt. De British Sandwich Week begint jaarlijks op de tweede zondag van mei.
Volgens The Washington Post had de commerciële omzet van sandwiches in de Verenigde Staten in 2003 een waarde van 105 miljard dollar, met een jaarlijkse groei van 6%.

## Figuurlijke betekenis
Het woord sandwich wordt in figuurlijke zin ook gebruikt om een situatie te beschrijven waarbij iets of iemand ingeklemd zit tussen twee andere zaken. Een voorbeeld is de “sandwichman”, die met twee reclameborden (samen een “sandwichbord”) op borst en rug rondloopt. Iemand die klem zit tussen twee andere personen of tussen twee onaantrekkelijke keuzes bevindt zich “in de sandwich”. Ook in de seksuele praktijk heeft het woord een aparte betekenis.
Bij de programmering van een concert of televisiezender past men soms de ‘sandwichformule’ toe. Muziekstukken respectievelijk televisieprogramma's die een groot publiek trekken worden dan afgewisseld met exclusievere kost, in de hoop dat die dan ook meer kijkers trekt.